# Расходомер
Расходоме́р — прибор, измеряющий объёмный расход или массовый расход вещества, то есть количество вещества (объём, масса), проходящее через данное сечение потока, например, сечение трубопровода в единицу времени. Если прибор имеет интегрирующее устройство (счётчик) и служит для одновременного измерения и количества вещества, то его называют счётчиком-расходомером.

## Механические счётчики расхода

### Скоростные счётчики
Скоростные счётчики устроены таким образом, что жидкость, протекающая через камеру прибора, приводит во вращение вертушку или крыльчатку, угловая скорость которых пропорциональна скорости потока, а следовательно, и расходу.

### Объёмные счётчики
Поступающая в прибор жидкость или газ измеряется отдельными, равными по объёму дозами, которые затем суммируются. Счётчики газа на этом принципе часто встречаются в быту.

###### Классификация объёмных счетчиков
- В зависимости от конструктивных особенностей рабочего органа: поршневые, шестеренные.
- В зависимости от вида движения рабочего органа: поступательного движения, вращательно-ротационного движения, прецессионного, планетарного движения.

В зависимости и от конструкции и от вида движения рабочего органа классифицируются на:
- поршневые (кольцевые) с планетарным движением кольцевого поршня;
- шестеренные (круглые) с ротационным вращением круглых шестерен;
- шестеренные (овальные) с ротационным вращением овальных шестерен;
- лопастные (камерные) с ротационным вращением лопастей, выполненных в виде камер;
- лопастные (пластинчатые) с ротационным вращением пластинчатых лопастей[1].

### Ёмкость и секундомер
Возможно, самый простой способ измерить расход — это использовать некоторую ёмкость и секундомер. Поток жидкости направляется в некоторую ёмкость, и по секундомеру засекается время заполнения этой ёмкости. Зная объём ёмкости и поделив его на время заполнения, можно узнать расход жидкости. Этот способ подразумевает прерывание нормального течения потока, однако может давать непревзойдённую точность измерения. Широко используется в тестовых и поверочных лабораториях.

### Ролико-лопастные расходомеры
Область применения ролико-лопастных расходомеров очень широка: измерение расходов на испытательных стендах, в гидроприводах станков и технологического оборудования, на стационарных и передвижных бензо- и маслозаправочных станциях, в топливных системах карбюраторных и дизельных двигателей автомобилей, тракторов, строительно-дорожных, сельскохозяйственных, лесозаготовительных машин, тепловозов и судов, как дозаторы при заливке танкеров, ж/д цистерн, резервуаров.
Расходомер оснащен встроенным электронным датчиком и программируемым микропроцессорным прибором с жидкокристаллическим дисплеем. Электроника расходомера имеет автономное питание на 3 - 5 лет и герметизированный выход на вторичный электронный прибор или компьютер, управляющий механизмами дозирования. Для метрологического применения или при необходимости проведения высокоточных измерений в технологических процессах, расходомер оснащен датчиком с высокой разрешающей способностью (до долей см3).

### Шестерёнчатые расходомеры
Впервые расходомер с овальными шестернями был изобретен компанией Bopp & Reuther (Германия) в 1932 году.
Измеряющий элемент состоит из двух шестерёнок овальной формы. Протекающая жидкость вращает данные шестерёнки. При каждом обороте пары овальных колес через прибор проходит строго определённое количество жидкости. Считывая количество оборотов, можно точно определить, какой объём жидкости протекает через прибор.
Данные расходомеры отличаются высокой точностью, надёжностью и простотой, что позволяет их использовать для жидкостей с высокой температурой и под большим давлением. Отличительной особенностью расходомеров с овальными шестернями является возможность использования для жидкостей с высокой вязкостью (мазут, битум).

### Расходомеры на базе объёмных гидромашин
В системах объёмного гидропривода для измерения объёмного расхода рабочей жидкости применяют объёмные гидромашины (как правило — шестерённые или аксиально-плунжерные гидромашины).
Объёмная гидромашина в этом случае работает как гидродвигатель, но без нагрузки на валу. Тогда объёмный расход через гидромашину можно определить по формуле:
{\displaystyle Q=q_{0}\cdot n,}
где
- {\displaystyle Q} — объёмный расход,
- {\displaystyle q_{0}} — рабочий объём гидромашины (определяется по паспорту гидромашины),
- {\displaystyle n} — частота вращения выходного вала гидромашины, которую можно измерить тахометром.

Заметим, что объёмная гидромашина пропускает через себя весь расход жидкости, что для объёмного гидропривода не представляет сложности ввиду малых расходов.

## Расходомеры переменного перепада давления
Расходомеры переменного перепада давления основаны на зависимости разницы давлений, создаваемых конструкцией расходомера, от расхода.

### Расходомеры с сужающими устройствами
Они основаны на зависимости перепада давления на сужающем устройстве от скорости потока, в результате которого происходит преобразование части кинетической энергии потока в потенциальную.
Принцип действия расходометров этого типа основан на эффекте Вентури. Вентури-расходомер сужает поток жидкости в некотором устройстве, например, диафрагмой и датчиками давления или дифманометром измеряет разницу давлений перед указанным устройством и непосредственно в месте сужения. Этот метод измерения расхода широко используется при транспортировке газов по трубопроводам и использовался ещё во времена Римской империи.
Диафрагма представляет собой диск со сквозным отверстием, вставленный в поток. Дисковая диафрагма сужает поток, и разница давлений, измеряемая перед и за диафрагмой, позволяет определить расход в потоке. Этот тип расходомера можно грубо считать одной из форм Вентури-метров, однако имеющую более высокие потери энергии. Существует три типа дисковых диафрагм: концентрические, эксцентриковые и сегментальные.

### Трубка Пито
Расходомеры на основе трубки Пито измеряют динамическое давление {\displaystyle p_{\partial }\approx \xi {\frac {\rho V_{o}^{2}}{2}}} в застойной зоне потока.
Зная динамическое давление, с помощью уравнения Бернулли можно определить скорость потока, а значит, и объёмный расход (Q = S * V, где S — площадь поперечного сечения потока, V — средняя скорость потока).

### Расходомеры с гидравлическим сопротивлением
Принцип действия гидродинамических расходомеров основан на измерении давления движущей среды, т.е. давления, которое действует на помещенное в поток тело. Достоинствами гидродинамических расходомеров являются: конструктивная простота, надежность и удобство обслуживания. Одним из распространенных вариантов применения является их использование в качестве индикаторов расхода загрязнения жидкостей и газов.

### Центробежные расходомеры
Центробежные расходомеры представляют собой колено на трубопроводе, которые охватывают его по всей окружности трубопровода. Отборы давления находятся в верхней части на внешней и внутренней стенках.
Принцип действия центробежных расходомеров основан на том, что при движении среды по криволинейному участку трубопровода появляются центробежные силы, создающие перепад давлений между точками с разными радиусами кривизны. Согласно этому следует, что где больше кривизна, там и центробежная сила больше и больше давление на стенку.

## Расходомеры постоянного перепада давления

### Ротаметры
Ротаметры предназначены для измерения расхода чистых жидкостей и газов. Они состоят из вертикальной конической трубы, выполненной из металла, стекла или пластика, в которой свободно перемещается вверх и вниз специальный поплавок. Поток движется по трубе в направлении снизу вверх, заставляя поплавок подниматься до уровня, на котором все действующие силы находятся в состоянии равновесия. На поплавок воздействуют три силы:
- выталкивающая сила, которая зависит от плотности среды и объёма поплавка;
- сила тяжести, которая зависит от массы поплавка;
- сила потока, которая зависит от формы поплавка и скорости потока, проходящего через сечение ротаметра между поплавком и стенками трубы.

Каждая величина расхода соответствует определённому переменному сечению, зависящему от формы конуса измерительной трубы и конкретного положения поплавка. В случае стеклянных конусов, значение расхода может быть считано прямо со шкалы на уровне поплавка. В случае конусов, выполненных из металла, положение поплавка передаётся на дисплей при помощи системы магнитов — не требуется никакого дополнительного источника питания. Различные диапазоны измерения достигаются за счёт многообразия размеров и форм конуса, а также возможности выбора различных форм и материалов изготовления поплавка.

## Оптические расходомеры
Оптические расходомеры используют свет для определения расхода.

### Лазерные расходомеры
Маленькие частички, которые неизбежно содержатся в природных и промышленных газах, проходят через два лазерных луча, направленных на поток от источника. Свет лазера рассеивается, когда частичка проходит через первый лазерный луч. Рассеянный лазерный луч поступает на фотодетектор, который в результате генерирует электрический импульсный сигнал. Если та же самая частица пересекает второй лазерный луч, то рассеянный лазерный свет поступает на второй фотодетектор, который генерирует второй импульсный электрический сигнал. Измеряя интервал времени между двумя этими импульсами, можно вычислить скорость газа по формуле V = D / T, где D — расстояние между двумя лазерными лучами, Т — время между двумя импульсами. Зная скорость потока, можно определить расход (Q = S * V, где S — площадь поперечного сечения потока, V — средняя скорость потока).
Основанные на лазерах расходомеры измеряют скорость частиц — параметр, который не зависит от теплопроводности, вида газа или его состава. Лазерная технология позволяет получать очень точные данные, причём даже в тех случаях, когда другие методы применять не удаётся или они дают большу́ю погрешность: при высоких температурах, малых расходах, высоких давлениях, высокой влажности, вибрациях трубопроводов и акустическом шуме.
Оптические расходометры способны измерять скорости потока от значений 0,1 м/с до более чем 100 м/с.

## Ультразвуковые расходомеры

### Ультразвуковые время-импульсные
Время-импульсные расходомеры измеряют разницу во времени прохождения ультразвуковой волны по направлению и против направления потока жидкости. Такой принцип измерений обеспечивает высокую точность (± 1 %). При этом он хорошо работает для чистого потока или потока с незначительным содержанием взвешенных частиц. Время-импульсные расходомеры применяются для измерения расхода очищенной, морской, сточной воды, нефти, в том числе сырой, технологических жидкостей, масел, химических веществ и любой однородной жидкости.
Принцип действия ультразвуковых расходомеров основан на измерении разницы во времени прохождения сигнала. При этом два ультразвуковых сенсора, расположенные по диагонали напротив друг друга, функционируют попеременно как излучатель и приёмник. Таким образом, акустический сигнал, поочерёдно генерируемый обоими сенсорами, ускоряется, когда направлен по потоку, и замедляется, когда направлен против потока. Разница во времени, возникающая вследствие прохождения сигнала по измерительному каналу в обоих направлениях, прямо пропорциональна средней скорости потока, на основании которой можно затем рассчитать объёмный расход. А использование нескольких акустических каналов позволяет компенсировать искажения профиля потока.

### Ультразвуковые доплеровские
Доплеровский расходомер основан на эффекте Доплера. Он хорошо работает с суспензиями, где концентрация частиц выше 100 ppm и размер частиц больше 100 мкм, но концентрация составляет менее 10 %. Такие расходомеры жидкости легче и менее точные (± 5 %), а также дешевле, чем время-импульсные расходомеры.

### Ультразвуковые корреляционные
Другим не столь популярным расходомером является ультразвуковой расходомер с последующей корреляцией (кросс-корреляция). Он позволяет устранить недостатки, свойственные доплеровским расходомерам. Они лучше работают для потока жидкости с твёрдыми частицами или турбулентного потока газа.

## Электромагнитные расходомеры
Ещё в 1832 году Майкл Фарадей пробовал определить скорость течения реки Темзы, измеряя напряжение, индуцируемое в потоке воды магнитным полем Земли. Принцип электромагнитного измерения расхода основан на законе индукции Фарадея. В соответствии с данным законом, напряжение создаётся, когда проводящая жидкость проходит через магнитное поле электромагнитного расходомера. Это напряжение пропорционально скорости потока среды.
Индуцированное напряжение измеряется либо двумя электродами, находящимися в контакте со средой, либо ёмкостными электродами, не контактирующими со средой, и передаётся в преобразователь сигналов. Преобразователь сигналов усиливает сигнал и преобразует его в стандартный токовый сигнал (4—20 мА), а также в частотно-импульсный сигнал (например, один импульс на каждый кубический метр измеряемой среды, прошедшей через измерительную трубу). Принцип действия электромагнитных расходомеров основан на взаимодействии движущейся электропроводной жидкости с магнитным полем. При движении жидкости в магнитном поле возникает ЭДС, как в проводнике, движущемся в магнитном поле. Эта ЭДС пропорциональна скорости потока, и по скорости потока можно определить расход.

## Кориолисовы расходомеры
Принцип действия массовых расходомеров основан на эффекте Кориолиса. Массовый расход жидкостей и газов можно рассчитать по деформации измерительной трубы под действием потока. Плотность среды также можно рассчитать по резонансной частоте колебаний вибрирующей трубы. Вычисление силы Кориолиса осуществляется с помощью двух сенсорных катушек. При отсутствии потока оба сенсора регистрируют одинаковый синусоидальный сигнал. При появлении потока сила Кориолиса воздействует на поток частиц среды и деформирует измерительную трубу, что приводит к сдвигу фаз между сигналами сенсоров. Сенсоры измеряют сдвиг фаз синусоидальных колебаний. Этот сдвиг фаз прямо пропорционален массовому расходу.

## Вихревые расходомеры
Принцип измерения базируется на эффекте вихревой дорожки Кармана. Позади тела обтекания образуются вихри обратного направления вращения. В измерительной трубе находится завихритель, позади которого происходит вихреобразование. Частота вихреобразования пропорциональна расходу. Образующиеся вихри улавливаются и подсчитываются пьезоэлементом в первичном преобразователе в качестве ударных волн. Вихревые расходомеры подходят для измерения самых различных сред.

## Тепловые расходомеры

### Расходомеры теплового пограничного слоя
Применяются для измерения расхода в трубах небольшого диаметра от 0,5—2,0 до 100 мм. Для измерения расхода в трубах большого диаметра находят применение особые разновидности термоконвективных расходомеров:
- парциальные с нагревателем на обводной трубе;
- с тепловым зондом;
- с наружным нагревом ограниченного участка трубы.

Достоинством термоконвективных расходомеров является неизменность теплоёмкости измеряемого вещества при измерении массового расхода. Также достоинством является то, что термоконвективных расходомерах отсутствует контакт с измеряемым веществом.  Недостаток и тех и других расходомеров - их большая инерционность.

### Калориметрические расходомеры
В калориметрических расходомерах происходит нагревание или охлаждение потока внешним источником тепла, создающим в потоке разницу температур, по которой и определяют расход. Если пренебречь потерями тепла из потока через стенки трубопровода в окружающую среду, то уравнение теплового баланса между теплом, генерируемым нагревателем, и теплом, переданным потоку, приобретает вид:
{\displaystyle q_{t}=k_{0}Q_{M}c_{p}\Delta T},
где
- {\displaystyle k_{0}} — поправочный множитель на неравномерность распределения температур по сечению трубопровода;
- {\displaystyle Q_{M}} — массовый расход в потоке;
- {\displaystyle c_{p}} — удельная теплоёмкость (для газа — при постоянном давлении);
- {\displaystyle \Delta T=T_{2}-T_{1}} — разница температур между датчиками ({\displaystyle T_{1}} и {\displaystyle T_{2}} — температуры потока до и после нагревателя).

Тепло к потоку в калориметрических расходомерах подводят обычно электро-нагревателями, для которых:
{\displaystyle q_{t}=0,24I^{2}R},
где
- {\displaystyle I} — сила тока через нагревательный элемент;
- {\displaystyle R} — электрическое сопротивление нагревателя.

На основе этих уравнений статическая характеристика преобразования, которая связывает перепад температур на сенсорах с массовым расходом, приобретёт вид:
{\displaystyle Q_{M}={\frac {0,24I^{2}R}{k_{0}c_{p}\Delta T}}}.

## Меточные расходомеры
Расход определяется путём определения скорости потока через сечение канала, причём скорость определяется по времени переноса на известное расстояние каких-либо меток, искусственно вводимых в поток или изначально присутствующих в потоке.